# Мербодо II фон Малберг
Мербодо II фон Малберг (на немски: Merbodo zu Malberg; на френски: Merbodo II de Malberg; † сл. 1225) е благородник от фамилията на господарите на Малберг в Айфел и фогтовете на Финстинген (на френски: Fénétrange) в Лотарингия, е господар на Малберг в Айфел.

## Произход
Той е син на Мербодо I фон Малберг (* пр. 1195; † сл. 1218) или на Куно (III) 'Стари', фогт фон Финстинген († 24 юли 1186), и съпругата му фон Грайфенщайн, дъщеря на Мерибодо фон Грайфенщайн. Внук е на Бруно, фогт фон Финстинген († сл. 1147), и правнук на Адалберо фон Финстинген († сл. 1107). Праправнук е на Куно фон Маделберг († сл. 1107). Брат е на Куно 'Млади' фон Финстинген († сл. 1180), капитулар в Трир, монах в Химероде, и на Бурно фон Малберг († сл. 1206, Бетинген-Флакенберг).

## Фамилия
Той се жени за Ита /Ида фон Мандершайд († 14 май 1237), дъщеря на Хайнрих фон Керпен, господар на Унтер-Мандершайд († сл. 1201), и Гертруд († сл. 1201). Те имат децата:
- Куно фон Малберг „Велики“ (* пр. 1238; † 1262), господар на Финстинген, женен за фон Лайнинген, дъщеря на граф Фридрих II фон Саарбрюкен-Хартенбург-Лайнинген († 1237) и графиня Агнес фон Еберщайн († 1263)
- Бруно фон Финстинген (* пр. 1238; † 1270), господар на Малберг и Финстинген, женен I. за жена с неизвестно име, II. за Кунигунда фон Лютцелщайн († сл. 1270)
- Хайнрих II фон Финстинген (* пр. 1245; † 26 април 1286), архиепископ на Трир (1260 – 1286)
- Хайлика фон Малберг (* пр. 1252; † пр. 1259), омъжена за Валтер I фон Геролдсек (* пр. 1224; † 28 септември 1275/1277), господар на Геролдсек-Малберг
- Ида фон Малберг († сл. 1225), омъжена пр. 1225 г. за Буркард фон Ванген († сл. 1225)
- Агнес фон Малберг, омъжена пр. 1261 г. за Конрад фон Ристе-Пиерепонт-Луневил (* ок. 1190; † между 15 май 1255 и 23 април 1256)

## Галерия
- Замък Малберг, 1635
- Дворец Малберг (2012)
- Дворец Малберг
- Дворец Финстинген